# Thomas Roussel (compositeur)
Pour les articles homonymes, voir Roussel et Thomas Roussel (homonymie).
Thomas Roussel, né à Dijon le 21 janvier 1979, est un compositeur, violoniste, chef d'orchestre et arrangeur français.

## Biograpghie
Sa carrière s'étend de la musique de film, la musique de publicité, la musique pour les défilés de mode et à différents projets d'artistes tels que : SomethingALaMode (de 2008 à 2014), depuis 2015 son projet Prequell ou encore différentes collaborations avec d'autres artistes comme Loris Greaud ou Jeff Mills.

## Discographie

### Musique de film

#### Longs métrages
- 2005 : Mon petit doigt m'a dit de Pascal Thomas, musique de Reinhardt Wagner, orchestrations et arrangements de Thomas Roussel[4]
- 2006 : Le Grand Appartement de Pascal Thomas, musique de Reinhardt Wagner, orchestrations et arrangements de Thomas Roussel[5]
- 2007 : L'Heure zéro de Pascal Thomas, musique de Reinhardt Wagner, orchestrations et arrangements de Thomas Roussel[6]
- 2008 : Le crime est notre affaire de Pascal Thomas, musique de Reinhardt Wagner, orchestrations et arrangements de Thomas Roussel
- 2012 : Associés contre le crime de Pascal Thomas, musique de Reinhardt Wagner, orchestrations et arrangements de Thomas Roussel
- 2013 : Le jour attendra d'Edgar Marie, musique de Thomas Roussel (avec SomethingALaMode)[7]
- 2013 : Eyjafjallajökull d'Alexandre Coffre, musique de Thomas Roussel[8]
- 2014 : La Pièce manquante de Nicolas Birkenstock, musique de Thomas Roussel[9]
- 2014 : Amour sur place ou à emporter d'Amelle Chahbi, musique de Thomas Roussel[10]
- 2015 : Climat, pour quelques degrés de moins (documentaire) de Thierry Robert, musique de Thomas Roussel[11]
- 2020 : Jumbo, long métrage de Zoé Wittock

#### Courts métrages
- 2014 : Le Silence de l'aube de Marine Van Den Broek, musique de Thomas Roussel[12]
- 2014 : À demi-mot de Zoé Wittock, musique de Thomas Roussel[13]
- 2015 : The Cure de Xavier Mesme, musique de Thomas Roussel[14]
- 2015 : À peine de Vincent Capello, musique de Thomas Roussel[15]

#### Documentaires
- 2024 : DJ Medhi : Made in France de Thibaut de Longeville, musique de Thomas Roussel[16]

### Musique de publicités
- 2015 : Nissan Pulsar[17]
- 2015 : Nike Dark Light, Roadgame de Kavinsky. Orchestrations et arrangements de Thomas Roussel
- 2015 : L'Oréal Mascara Féline, film de Mathieu Cesar (synchronisation du titre Part V de son projet Prequell)[18]
- 2016 : Issey Miyake, L'eau d'Issey[19]

### Musique dedéfilés de modeet joaillerie
- 2010 : Chanel Spring / Summer 2011[20]
- 2011 : Chanel Fall / Winter 2011-2012
- 2014 : Michael Kors Fall Winter 2014-2015
- 2014 : Valentino Fall Winter 2014-2015
- 2015 : Michael Kors Fall Winter 2016-2017
- 2015 : Michael Kors Spring Summer 2016
- 2015 : Dior Homme Fall Winter repeat show 2015-2016 (Guangzhou)
- 2015 : Dior Homme Fall Winter 2015-2016 (Paris)
- 2016 : Akris (en) Défilé Spring/Summer 2017[21]
- 2016 : Dior Haute Joaillerie[22]
- 2016 : Nike Innovation Summit 2016 (New York)
- 2016 : Kenzo Automne/Hiver 2016 homme [23]
- 2016 : Akris (en) Automne/Hiver 2016[24]
- 2017 : Pigalle x Nikelab Spring Summer 2018 (Paris)
- 2017 : Michael Kors Fall Winter 2017-2018 (New York)
- 2018 : Pigalle Fall Winter 2018-2019 (Paris)
- 2019 : L'Oréal, Spring Summer 2020 (Paris)
- 2019 : Cartier, L'Odyssée (Monaco)
- 2020 : Givenchy Couture Spring Summer 2020 (Paris)
- 2024 : Vogue World: Paris[25]

### Albums, EPs et œuvres
- 2006 : Blue Potential, œuvre techno-symphonique co-composée avec Jeff Mills[26]
- 2008 : Cellar Door, œuvre d'art contemporain de Loris Greaud, musique de Thomas Roussel[27]
- 2009 : Album SALM, au sein du groupe SomethingALaMode[28]
- 2012 : Lights From The Outside World, œuvre techno-symphonique co-composée avec Jeff Mills[29]
- 2014 : Album Endless Stairs, au sein du groupe SomethingALaMode[28]
- 2015 : Debut EP sous l'alias de Prequell[30]
- 2017 : The Future Comes Before sous l'alias de Prequell[31]
- 2018 : Ed Banger 15 - orchestré, arrangé et dirigé par Thomas Roussel[32]
- 2020 : #THELOCKDOWNORCHESTRA, Call to a global orchestra, during the global lockdown, open to any musician